# Brave Search
Brave Search es un motor de búsqueda desarrollado por Brave Software, Inc. y está configurado como el motor de búsqueda predeterminado para los usuarios del navegador web Brave en ciertos países.

## Historia
Brave Search es un motor de búsqueda desarrollado por Brave Software, Inc. y lanzado en Beta en marzo de 2021, luego de la adquisición de Tailcat, un motor de búsqueda centrado en la privacidad de Cliqz. Brave Search tiene como objetivo utilizar un índice independiente propio para generar resultados de búsqueda. Sin embargo, si el usuario emplea el navegador Brave, este puede buscar en Google de forma anónima la misma consulta.
Brave Search afirma que tarde o temprano ofrecerá búsqueda gratuita con publicidad, así como opciones de búsqueda pagada sin publicidad. Espera explorar llevar el reparto de ingresos de BAT a estos anuncios de manera similar a la plataforma de anuncios Brave.
En octubre de 2021, Brave Search se convirtió en el motor de búsqueda predeterminado para los usuarios del navegador Brave en los Estados Unidos, Canadá, Reino Unido (reemplazando a Google Search), Francia (reemplazando a Qwant) y Alemania (reemplazando a DuckDuckGo).
En junio de 2022, cumpliéndose el primer aniversario de su lanzamiento, Brave Search finalizó su etapa beta y se lanzó por completo. Además del lanzamiento, se agregó la nueva función Goggles que permite a los usuarios aplicar sus propias reglas y filtros a las consultas de búsqueda.

## Características
Brave Search tiene varias funciones diseñadas para mejorar la experiencia de búsqueda de los usuarios:
- Índice independiente: Brave Search tiene una indexación web única, que no depende de terceros, como la indexación web de Google o Bing .[cita requerida]
- Brave Search Premium: los usuarios pueden crear opcionalmente una cuenta con Brave Search Premium para apoyar Brave Search directamente al proporcionar resultados de búsqueda independientes e imparciales. Brave Search es actualmente un sitio web sin anuncios, pero eventualmente cambiará a un nuevo modelo que incluirá anuncios y los usuarios premium obtendrán una experiencia sin anuncios.[8]
- Recopilación de datos de suscripción: los datos de usuario, incluidas las direcciones IP, no se recopilan de sus usuarios de forma predeterminada.[9] Se requiere una cuenta premium para optar por la recopilación de datos.[8]
- Discusiones: una función que muestra conversaciones relacionadas con la consulta de búsqueda, como por ejemplo comentarios en el sitio web Reddit .[10] Cuando un usuario busca y se desplaza hacia abajo, habrá una sección de debates disponible que contendrá varios foros donde el usuario puede hacer clic en uno para ver una respuesta de un usuario de una comunidad en línea.
- Goggles: una función que permite a los usuarios aplicar sus propias reglas y filtros a una búsqueda.[7]

## Recopilación de datos
Brave Search implementa cierto nivel de recopilación de datos, pero solo cuando los usuarios optan por participar. Esto se hace a través del Proyecto de Descubrimiento Web. El proyecto es una metodología y sistema desarrollado por Brave Software, Inc. para recopilar datos generados por sus usuarios mientras protege su privacidad y anonimato. Los usuarios pueden participar en cualquier momento mientras usan el motor de búsqueda modificando la configuración, no se requiere una cuenta para esta función.